# Amin Tarokh
Amin Tarokh (en persan : امین تارخ), né le 11 août 1953 à Chiraz (Iran) et mort le 24 septembre 2022 à Téhéran (Iran), est un acteur de cinéma, théâtre et séries télévisées iranien.

## Biographie
Natif de Chiraz, Amin Tarokh complète ses études primaires et secondaires dans cette ville. En 1977, il obtient son diplôme de la faculté des Arts dramatiques de l’université de Téhéran pour ensuite faire une maîtrise en gestion culturelle.

### Carrière
Durant 25 ans, Amin Tarokh joue sans cesse dans diverses pièces de théâtre et séries télévisées. Entre autres, la série Boo Ali Sinna (Avicenne) et Sarbedaran (Les Pendus) lui ont assuré un grand succès auprès des téléspectateurs et des critiques du cinéma.
En 1984, il fonde l’école du cinéma à Téhéran, d’une importance majeure dans la formation des nouveaux acteurs (les élèves de cette école gagneront sept prix des meilleurs acteurs et actrices).
Ces contributions lui ont valu une place importante dans le cinéma iranien. En 1997, il fait partie du jury du 18e Festival du Film Fajr. Il participe à des festivals du films à Moscou, Tokyo, et en Allemagne comme invité ou membre du jury.

## Filmographie

### Cinéma
- 1976 : Shar-e man, Shiraz de Kyahan Rahgozar
- 1981 : Marg Yazdgerd de Bahram Beyzai
- 1984 : Chamadan (Valise) de Jalal Moghadam
- 1987 : Parandeh kochek khoshbakhti de Pouran Derakhshandeh
- 1987 : Paizan de Rasoul Sadr Ameli
- 1988 : Sorb de Massoud Kimiaei
- 1989 : Jostojoogar de Mohammad Motvasselani
- 1989 : Madar(La Mère) d'Ali Hatami
- 1991 : Shaghayegh de Majid Gharizadeh
- 1991 : Del Shodegan d'Ali Hatami
- 1992 : Mojassameh (Le Statut) d’Ebrahim Vahidzadeh
- 1993 : Sara de Dariush Mehrjui
- 2006 : Rais de Massoud Kimiaei

### Séries télévisées
- 1984 : Sarbedaran (Les Pendus) de Mohammad Ali Najafi
- 1986 : Boo Ali Sinna (Avicenne) de Kyhan Rahgozar
- 1993 : Appartement d'Asghar Hashemi